# Roman Ondák
Roman Ondak, né le 5 août 1966 à Žilina (Tchécoslovaquie), est un artiste conceptuel slovaque.

## Biographie et carrière
Roman Ondak étudie à l'Académie des beaux-arts et du design de Bratislava de 1988 à 1994 (en slovaque : Vysoká škola výtvarných umení, abbr. VŠVU).
Ondák a été nommé lauréat 2018 du prix Lovis Corinth. Ondák est représenté par la galerie gb agency à Paris.

## Œuvres choisies
- Good Feelings In Good Times (2003)
- More Silent Than Ever (2006)
- Measuring the Universe (en) (2007)
- Loop (2009)[5]
- Do not walk outside this area (2012)
- Signature (2014)

## Expositions
- 1999-2011 : Biennale de Venise (1999, 2003, 2009, 2011)
- 2006 : Tate Modern, Londres
- 2007 : Pinakothek der Moderne, Munich
- 2009 : Musée d'art moderne, New York
- 2011 : Modern Art Oxford, Oxford
- 2011 : Entrez dans l'orbite : Kunsthaus, Zurich
- 2012 : Deutsche Guggenheim, Berlin
- 2012 : Musée d'art moderne de la Ville de Paris, Paris
- 2012 : À portée de main et des yeux : Kunstsammlung Nordrhein-Westfalen K21, Düsseldorf
- 2012 : DOCUMENTA 13, Cassel
- 2013 : Musée national d'art contemporain Reina Sofia, Madrid
- 2015 : Times Museum, Guangzhou (Canton)
- 2017 : KUNSTEN Museum of Modern Art, Aalborg